# Marmon-Herrington CTLS
De Marmon-Herrington CTLS (CTLS staat voor Combat Tank Light Series) was een lichte Amerikaanse tank die werd ontwikkeld voor het United States Marine Corps, dat halverwege de jaren 30 behoefte had aan een amfibische lichte tank.
Vijf prototypes werden geproduceerd in 1939, en getest tot in 1940. Uiteindelijk besloot het USMC de tank niet aan te schaffen, omdat het loopwerk en de bepantsering te zwak waren, doordat ze omdat de tank amfibisch was zo licht mogelijk waren gehouden.
De tanks werden aan het begin van de Tweede Wereldoorlog wel geproduceerd voor export.
Het voertuig werd bemand door twee personen en was bewapend met drie machinegeweren: één in een geschutskoepel boven op het voertuig en twee aan de voorzijde, bediend door de chauffeur. Omdat de handbediende geschutskoepel slechts 240° graden kon draaien werd de tank in twee varianten geleverd, de CTLS-4TAY met de chauffeur en koepel aan de linkerkant van de romp en de CTLS-4TAC met de koepel aan de rechterkant.

## De CLTS bij de Nederlandse strijdkrachten
Het Koninklijk Nederlandsch-Indisch Leger (KNIL) bestelde in 1940 in totaal 628 Marmon-Herrington tanks: 234 CTLS-4TA’s, 194 CTMS-1TB1’s en 200 MTLS-1G14’s. Hiervan werden slechts 20 tot 24 stuks van het type CTLS-4TA op tijd afgeleverd om ingezet te worden tegen de Japanse invasie.
De enige CTLS tanks die door het KNIL konden worden ingezet waren de 7 die het 1e peloton vormden van het “tankeskadron” van de “Mobiele Eenheid” (een infanterie eenheid) van het KNIL, die verder nog beschikte over twee pelotons met samen 17 Vickers Carden Loyd M1936 lichte tanks, 3 “Zuid-Afrikaanse” pantserauto’s (Marmon Herrington Mk III’s). In de Mobiele Eenheid was ook een infanteriecompagnie opgenomen met 16 ‘Overvalwagen’ pantserauto’s en 1 M3A1 White Scout Car pantserwagen.
Inzet op Java
Kort nadat de Japanners op Java waren geland, leidde de Mobiele Eenheid een belangrijke tegenaanval tegen Japanse eenheden die het dorp Subang en het vliegveld Kalidjati op West-Java bezet hadden. Hoewel alle drie tankpelotons de Japanse linies met succes binnendrongen en kortstondig naar believen opereerden, kon de gemotoriseerde infanteriecompagnie de tanks niet volgen. Daardoor werden de tanks afgesneden, en gingen 13 tanks, 1 pantserwagen, vijf Overalwagens verloren. Er vielen 14 doden, 13 gewonden en 36 vermisten.
Na de capitulatie van het KNIL werd een aantal van deze tanks nog jaren gebruikt door het Japanse leger, en daarna door Indonesische nationalisten.
Na de capitulatie van het KNIL
149 tanks die op weg waren naar Indië werden overgebracht naar Australië, waar ze werden ingezet voor training. De resterende 39 tanks gingen naar de Nederlandse troepen in de toenmalige kolonies Curaçao (7 stuks), Aruba (6 stuks) en Suriname (28 stuks).
In mei 1942 werd in Suriname het Bataljon Vechtwagens gevormd. Een deel van het personeel daarvoor was reeds in de VS opgeleid. Het personeel bestond uit een detachement van het Korps Mariniers (±80 man) en een detachement van de Prinses Irene Brigade (±225 man). De eenheid werd in januari 1946 werd gedeactiveerd

## De CLTS in andere landen
De Amerikaanse regering bestelde 240 CTLS-tanks met de bedoeling deze in het kader van het Lend-Lease-programma aan China te leveren. Deze konden echter niet worden afgeleverd, waarna het United States Marine Corps ze overnam en onder andere gebruikte in Alaska en de Aleoeten. In Amerikaanse dienst werden de tanks, afhankelijk van de positie van de toren, T14 of T15 genoemd.

## Afgeleide ontwerpen
Twee andere tankontwerpen werden door Marmon-Herrington afgeleid van de CTLS. Beide waren bedoeld voor het KNIL in Nederlands-Indië, maar werden het leger van de Verenigde Staten overgenomen.

### CTMS

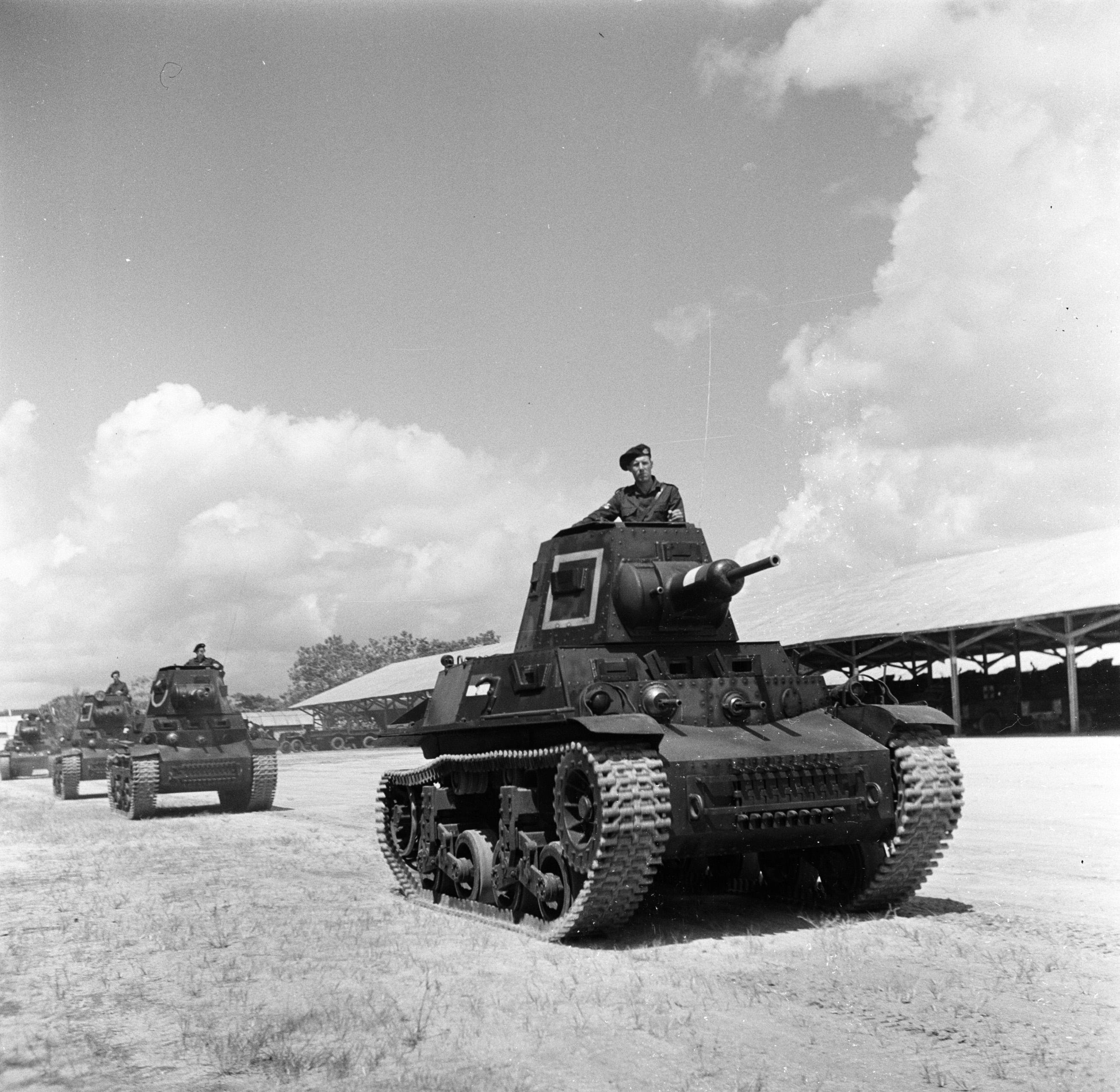
CTMS-1TB1 tanks in Paramaribo, Suriname (1947)

Het CTMS-1TB1-project (CTMS staat voor Combat Tank Medium Series) werd in 1941 gestart om een lichte tank met een bemanning van drie personen te ontwikkelen. De tank was bewapend met een automatisch AAC 37mm L44 “McClean” kanon en een coaxiaal M1919 machinegeweer In datzelfde jaar bestelde de Nederlandse overheid 194 van deze voertuigen voor de cavaleriepelotons van het Koninklijk Nederlandsch-Indisch Leger (KNIL). Geen van de bestelde voertuigen was echter geleverd toen de Nederlandse troepen zich overgaven en Nederlands-Indië werd bezet door Japan (8 maart 1942).
De Amerikaanse regering vorderde 62 van de voertuigen die waren vervaardigd voor het KNIL. Begin 1943 werden er twee getest door het Amerikaanse leger, maar omdat er al betere lichte tanks zoals bv de M3 Stuart in voldoende aantallen beschikbaar waren nam het Amerikaanse leger de CTMS niet in gebruik.
De CTMS bij de Nederlandse strijdkrachten
Nederland ontving 26 CTMS-tanks, die werden verscheept naar de toenmalige kolonie Suriname en met de 28 CTLS tanks en 19 MTLS tanks opgenomen in het Bataljon Vechtwagens.
Halverwege 1947 werden de tanks weer in gebruik genomen door de TRIS, de Nederlandse strijdkrachten in Suriname. In 1950 waren er nog 6 operationeel. De laatste CTMS-1TB1 in Nederlandse dienst werd in 1957 buiten dienst gesteld.
De CMTS in andere landen
De Amerikaanse overheid verhuurde ook enkele tientallen CTMS-1TB1’s aan landen in Latijns-Amerika, waaronder Mexico (4), Guatemala (6), Ecuador (12) en Cuba (8). De laatste waren tot in de jaren '60 in gebruik in Cuba.

### MTLS
Tegelijk met de CTMS-1TB1 werd de MTLS-1G14 (MTLS staat voor Medium Tank Light Series) ontwikkeld, een middelzware viermanstank voor het KNIL. Deze was bewapend met twee automatische AAC 37mm L44 “McClean” kanonnen en vijf M1919 machinegeweren, waarvan er 2 in de romp waren gemonteerd (1 aan de voorzijde en 1 aan de linkerzijde), 1 aan de rechterzijde van de koepel, 1 coaxiaal naast de kanonnen en 1 boven op de koepel. Het pantser was tussen 13mm en 38mm.
De MTLS bij de Nederlandse strijdkrachten
Ook van de MTLS werden er begin 1943 twee getest door het Amerikaanse leger, maar omdat er al betere middelzware tanks zoals bv de M4 Sherman in voldoende aantallen beschikbaar waren nam het Amerikaanse leger ook de MTLS niet in gebruik.
Tegelijk met de 28 CTLS en 26 CTMS tanks werden 19 MTLS tanks verscheept naar de toenmalige kolonie Suriname en opgenomen in het Bataljon Vechtwagens.

## Gebruikers
| CTLS - Nederland - Verenigde Staten - Japan - Indonesië - Australië | CTMS - Nederland - Mexico - Guatemala - Ecuador - Cuba. | MTLS - Nederland |